# Silvana Espinosa
Silvana Laura Espinosa (Río Gallegos, Santa Cruz, 17 de junio de 1967) es una arqueóloga argentina.

## Reseña biográfica
Silvana Laura Espinosa es una arqueóloga de nacionalidad argentina, recibida en 1993 como licenciada en ciencias antropológicas con orientación en arqueología de la Facultad de Filosofía y Letras, Universidad Nacional de Buenos Aires.
En el año 2002 obtuvo su doctorado en arqueología por la misma universidad antes mencionada. Sus investigaciones se encuentran relacionadas con el estudio de tecnología lítica de grupos cazadores recolectores de la Patagonia argentina y el patrimonio cultural. su tesis doctoral tiene por título: Estrategias tecnológicas líticas y uso del espacio en momentos tardíos en el parque nacional Perito Moreno (Santa Cruz).
Actualmente se desarrolla como investigadora independiente de CONICET.

## Trayectoria[1]
Durante el periodo 2005-2015 se desempeñó como  Asesora de la Comisión de Patrimonio Cultural de la Provincia de Santa Cruz. Las actividades que realizó en este puesto estuvieron relacionadas con la evaluación de estudios de impacto ambiental sobre los bienes arqueológicos en el territorio de la provincia de Santa Cruz. Participó en planes de gestión de áreas protegidas culturalmente. Dictó capacitaciones sobre tráfico ilícito de bienes culturales.
En la actualidad pertenece a la Comisión Provincial de Patrimonio Cultural (Santa Cruz), donde trabajan sobre las declaraciones de bienes de interés cultural (arqueológicos-históricos-etnográficos-antropológicos-arquitectónicos).
Participó de dos leyes provinciales sobre el patrimonio cultural, vigentes desde 2010, LEY Nº 3137 y LEY Nº 3138.
Desde el año 2010 hasta la actualidad es Integrante del Comité Técnico Santa Cruz de Prevención y Lucha contra Tráfico ilícito de Bienes, donde se encargan de la capacitación a agentes de las fuerzas de seguridad provinciales y nacionales, también tiene actuación en trámites judiciales.
Es Integrante del Programa Nacional de Ciencia y Justicia desde el año 2017 hasta el presente.
También se desempeña como delegada de la Comisión Provincial Comisión Nacional de Monumentos de la provincia de Santa Cruz desde 2017. como tal, tuvo participación en el Día de los Monumentos y en la X Jornadas de Turismo organizada por Unidad Académica Río Gallegos de la Universidad Nacional de la Patagonia Austral.
Participó en la Asociación de Arqueólogos Profesionales de la República Argentina (AAPRA) durante el periodo 1998-2000 y enSociedad Argentina de Antropología (SAA).
Fue directora del Proyecto “Registro de sitios arqueológicos de la provincia de Santa Cruz”. Secretaría de Ciencia y Tecnología1999-2001, del Proyecto 23892 “Organización y acondicionamiento de las colecciones de los laboratorios de Ciencias Naturales de Río Gallegos (UNPA)”, financiado por UNPA y Fundación Antorchas, entre otros.

## Organización de eventos científicos
Fue colaboradora en las III Jornadas de Arqueología de Carlos de Bariloche, mayo de 1996.
En noviembre de 1998 fue representante de Arqueología de  Gallegos.
En 2010 participó como coordinadora de Jornadas de Patrimonio y Turismo, Río Gallegos.
Fue organizadora del Taller sobre Estrategias de Prevención y de Lucha contra el Tráfico Ilícito de bienes culturales. Dirección Nacional de Patrimonio y Museos, Secretaría de Cultura de  – Secretaría de Estado de  de Santa Cruz, Universidad Nacional de  Río Gallegos, agosto de 2010.
También fue integrante de la Comisión Organizadora y Evaluadora Jornadas de Paisajes Culturales, ICOMOS, UNPA, Universidad de Magallanes. el 12 de junio en Chile.

## Participación en congresos y jornadas
En el IX Congreso Nacional de Arqueología Argentina que tuvo lugar en Buenos Aires en noviembre de 1988, presemtó, junto a González Bombal: “Análisis técnico-tipológico de desechos de talla. El caso del Parque Nacional Perito Moreno (Santa Cruz)”.
Junto con Molinari presentó “Brilla tú, “diamante”loco...”. presentado en el Simposio: Tecnología y fuentes de aprovisionamiento de materias primas, en las III Jornadas de Arqueología de  Carlos de Bariloche, Río Negro. Mayo 1996.
Espinosa, S., J.B. Belardi y F. Carballo Marina presentaron “Fuentes de aprovisionamiento de materias primas líticas en los sectores medio e inferior del interfluvio Coyle-Gallegos (Pcia. de Santa Cruz)” en el Simposio: Materias primas y tecnología, en las IV Jornadas de Arqueología de Gallegos, Santa Cruz. Noviembre 1998.
En noviembre de 1998 presentó en las IV Jornadas de Arqueología de Gallegos, Santa Cruz: “Los conjuntos artefactuales líticos de la estepa y del bosque en el parque nacional Perito Moreno (Santa Cruz)."
En noviembre de 2007 presentó "Los cazadores prehistóricos al pie de la cordillera: lagos San Martín y Belgrano" en Primeras Jornadas de Arqueología y Paleontología en Pico Truncado, Santa Cruz
Entre muchas otras.

## Premios
En el año 2018 recibió un  premio colectivo del Fondo Nacional de las Artes por su trabajo sobre conservación del registro arqueológico en la meseta del lago Strobel.

## Publicaciones
publicó un libro junto con Andreone en 2011 titulado Glaciología y Arqueología de del Lago Argentino. Instituto Salesiano de Estudios Superiores.
Entre sus artículos podemos encontrar:
Estrategia de ordenamiento y gestión del área Cuenca Media e Inferior del Río Pinturas (Santa Cruz) junto con Molinari
En esta publicación los autores relatan sobre como la Cuenca Media e Inferior del Río Pinturas pasan a ser protegidas por impulso de la Dirección de Patrimonio Cultural y como se realizó el protocolo para que esto suceda. a lo largo del texto se resalta la gran importancia que tienen los bienes valores del patrimonio cultura y que por ello es de suma importancia proteger y mantener estos espacios.
Atractivos culturales, circuitos no convencionales:  los sitios arqueológicos en el corredor austral RN40 (Santa Cruz) 
Esta publicación tiene como objetivo dar mayor espacio a los bienes arqueológicos dentro de la planificación de los atractivos turísticos pertenecientes a la RN40, para esto hicieron una investigación de los posibles atractivos turísticos del patrimonio cultural y evaluaron el estado en el que estos se encontraban. los sitios propuestos fueron la cuenca media del río Gallegos y La RN 40 en el tramo Cabo Vírgenes - Cuenca Carbonífera de Río Turbio.
Elementos traza en basaltos de la cordillera y precordillera de Santa Cruz (Argentina). su aplicación en la localización de canteras arqueológicas
En este trabajo los autores se proponen estudiar las estrategias de aprovechamiento y elección de materiales de los grupos cazadores-recolectores que habitaron la región centro-oeste de Santa Cruz. La zona cuenta con una amplia gama de rocas de buena calidad y una gran cantidad de canteras, el método elegido para realizar el análisis de las rocas fueron los análisis de elementos traza. Fue utilizada información bioquímica para reducir las posibles áreas de extracción de basalto.
Este trabajo puede ser relacionado con el análisis de las materias primas elegidas por los cazadores-recolectores de La Pampa, esta investigación se basa en los proyectiles encontrados en un cementerio prehispánico. la roca que fue investigada es la Chert síliceo dado que se encuentra en dos canteras muy puntuales: la meseta del fresco y el Carancho. los resultados de los estudios mostraron que el cementerio se compartí, por lo menos, entre dos poblaciones, lo que demuestra que entre estas había comunicación.
Elementos traza en basaltos de la cordillera y precordillera de Santa Cruz (Argentina). su aplicación en la localización de canteras arqueológicas
Partiendo del estudio del paisaje arqueológico se discute el uso del paisaje  por parte del ser humano. las unidades de análisis fueron vistas usando una metodología distribución, en la que el registro arqueológico se aprecia de manera más o menos continua en el espacio y se considera que el registro es una muestra promediada temporalmente. Para el análisis se tuvieron en cuenta las variables de: tipos de artefactos, materia lítica apta para talla y el grado de visibilidad.
Los desechos de los artefactos líticos que eran probablemente re-utilizables fueron desechados en lugares donde la posibilidad de  obtención de materia prima es alta. los materiales líticos encontrados fueron en baja cantidad, apología y jerarquización.
Entre sus publicaciones orientadas a la evaluación de impacto ambiental encontramos:
Evaluación de impacto sobre bienes arqueológicos. Construcción del oleoducto “”, Santa Cruz. Presentado a la empresa Pérez Companc. 1997.
Evaluación de impacto sobre bienes arqueológicos. Explotación de la cantera “Las Horquetas” (Ea. ), Santa Cruz. Presentado a la empresa .A.1998.
Evaluación de impacto sobre bienes arqueológicos. Explotación de la cantera “María Inés” (Ea. María Inés), Santa Cruz. Presentado al Emprendimiento Ganadero María Inés. 1998.
Evaluación de impacto sobre bienes arqueológicos. Construcción del gasoducto “Yacimiento María Inés - Troncal General San Martín”, Santa Cruz. Presentado a la empresa Pérez Companc. 1998.
Prospección arqueológica. Proyecto , Santa Cruz. Presentado a la empresa Vector Argentina S.A. 2003
Estudio de impacto sobre los recursos arqueológicos: tramo puente sobre el río Las Vueltas – Villa turística El Chaltén – acceso a bahía Túnel. Presentado a  de Parques Nacionales. 2004

## Citada
Silvana Espinosa fue citada a lo largo del texto de Pallo Borrero "¿Intercambio o Movilidad?". A continuación se mencionarán algunas de estas y para que fueron retomadas por el autor:
1. Usa el texto escrito en conjunto con Goñi, y cita otros textos, para dar cuenta que los sitios de obtención de material lítico en la Patagonia son muy escasos, por eso mismo se puede rastrear el lugar de origen y trazar las rutas y sistemas de transporte.
2. volviendo a citar el texto mencionado anteriormente, lo retoma para aportar información de la disponibilidad que tiene la obsidiana en La Pampa y la forma en la que esta puede ser encontrada.
3. es citada en dos ocasiones más para hacer referencia sobre a que distancias se puede encontrar obsidiana y en que es más probable que las partes circundantes a los lugares de extracción presenten mayores concentraciones de obsidiana.
4. la cita para presentar pruebas que la obsidiana negra se encuentra hasta a 150km de distancia del lugar de procuración, lo que posiblemente signifique comercio.